# マイケル・クレイグ
マイケル・クレイグ（Michael Craig, 1991年8月11日 - ）は、アメリカ合衆国出身のプロバスケットボール選手。ポジションはパワーフォワード。

## 来歴

### プロ入りまで

#### 生い立ち
両親はマイケルとネリッサ・クレイグ。

1991年8月11日生まれ。専攻は学際研究。

#### プレシジョン高校
キリー・ミムズヘッドコーチの指導を受け、チームを23勝6敗の成績に導き、アリゾナ州クラス2Aの州チャンピオンシップを制覇。シニアシーズンでは平均21得点、7リバウンド、5アシスト、2スティールを記録。アリゾナ・リパブリック紙から1A-3Aオールステート・ファーストチームに選出される。

#### アリゾナ・ウェスタン・コミュニティ・カレッジ（2009-10）
2009-10、ケリー・グリーンヘッドコーチの指導の下でプレー。チームを24勝8敗の成績に導く。1試合平均9.7得点でチーム2位、3.6アシストでチームトップの成績を記録。また、平均5.3リバウンド、1.5スティールをマークし、フィールドゴール成功率62.7％（201本中126本成功）を記録。

#### サウス・マウンテン・コミュニティ・カレッジ（2010-12）
サウス・マウンテン・コミュニティ・カレッジでダン・ニコルズヘッドコーチの指導の下でプレー。チームを26勝9敗、地区1チャンピオンシップ優勝、さらにNJCAAディビジョンIIトーナメント出場に導く。NJCAAファーストチーム・オールアメリカンの栄誉を獲得。アリゾナコミュニティカレッジアスレチックカンファレンス（ACCAC）の年間最優秀選手（プレイヤー・オブ・ザ・イヤー）とファーストチーム・オールカンファレンスに選出される。さらに、ファーストチーム・オールリージョン1にも選ばれる。

#### 南ミシシッピ大学（2012-14）
2012-13、1試合平均22.5得点、9.3リバウンド、7.3アシスト、3.3スティールでチームをけん引。2月22日にはNJCAAディビジョンII週間最優秀選手（プレイヤー・オブ・ザ・ウィーク）に選出。期間中に平均30.0得点、14.5リバウンド、9.0アシストを記録し、ピマCC戦では31得点、14リバウンド、10アシストのトリプルダブルを達成。2012年にはNJCAA全国オールスターゲームに出場。
2013-14、33試合に出場、うち24試合で先発を務めた。平均11.1得点、7.5リバウンド、2.3アシストを記録した。

### 海外リーグ

#### リノ・ビッグホーンズ/Gリーグ（2015）
2015年にNBAデベロップメント・リーグのリノ・ビッグホーンズに在籍し、プロバスケットボール選手となる。

#### ラヨス・デ・エルモシージョ/メキシコ（2016）
翌2016年、メキシコCIBACOPAのラヨス・デ・エルモシージョに所属し54試合出場、アシスト数(298)・得点数(1252)でリーグ最多を記録した。

#### ソウル三星サンダース/韓国（2016-17）
2016-17シーズンは韓国バスケットボールリーグのソウル三星サンダースに在籍。
2016年12月30日に22得点10リバウンド10アシストでトリプルダブルを達成した。
2017年1月22日にオールスター戦のダンクコンテストで外国人選手部門優勝を獲得した。
チームはファイナル進出を果たし、クレイグは平均アシスト数でリーグ6位に入った。

#### TNTトロパン・テキスターズ/フィリピン（2017）
2017年にはフィリピンPBAのTNTトロパン・テキスターズに移籍し、3試合に出場した。

#### ソウル三星サンダース/韓国（2017-18）
2017-18年に再びソウル三星サンダースと契約。
その後、体重管理を理由に契約解除となった。

#### ファラオネス・デ・ヌエボ・カサス・グランデス/メキシコ（2019）
2019年にメキシコLBEのファラオネス・デ・ヌエボ・カサス・グランデスに所属。

### Bリーグ

#### 東京サンレーヴス/B3（2020）
2020年1月にB3リーグの東京サンレーヴスに加入した。このシーズンは14試合出場も、平均24.4得点・7.3アシストを記録。

#### 東京エクセレンス/B3（2020-21）
2020年9月、B3の東京エクセレンスに移籍。
2021年5月28日のトライフープ岡山戦にB3歴代最多となる57点を記録した。

2020-21シーズンは試合平均7.21アシストでリーグのアシスト王を受賞、年間ベスト5に選出された。

#### 青森ワッツ/B2（2021）
2021年7月、B.LEAGUE B2の青森ワッツに移籍。10試合に出場したが、同年11月に契約を解除。

#### 京都ハンナリーズ/B1（2021）
同年12月にはB1の京都ハンナリーズへ入団、B1で4試合に出場したが、右アキレス腱断裂の負傷を負い、同月に退団した。

#### 東京ユナイテッド/B3（2022-24）
2022年7月、B3に新規参入する東京ユナイテッドバスケットボールクラブへ移籍。2022-23シーズンには副キャプテンを務め、試合平均6.54アシストで自身2度目のB3アシスト王を獲得、また2度目の年間ベスト5に選出された。

#### しながわシティ/B3（2024-25）
2024年6月、B3のしながわシティ移籍を発表した。
2024年11月22日埼玉戦にてBリーグキャリア通算3P300本成功を達成した。2025年2月3日、しながわシティとの契約が解除となった。

## 受賞
- C-USA All-Conference Third Team - 2014[1]
- C-USA All-Tournament Team - 2014[2]
- B3年間ベスト5 - 2021、2023
- B3アシスト王 - 2021、2023

## 人物

### ニックネーム
マイク

KBL時代には、大きな体型とクレイグという名前からタンクレイグ、フォークレイグなどとも呼ばれた。

### 特技
スイミング

### 趣味
格闘技を見ること

### プロを目指したキッカケ
好きなバスケを続けたかった。

### アメリカンフットボール
ポジションはタイトエンドで、NFLドラフトにも参加したことがある。

## Bリーグ・スタッツ
| シーズン   | チーム | GP | GS | MPG   | FG%   | 3P%   | FT%   | RPG   | APG  | SPG  | BPG  | TO   | PPG   |
| ---------- | ------ | -- | -- | ----- | ----- | ----- | ----- | ----- | ---- | ---- | ---- | ---- | ----- |
| B3 2019-20 | 東京CR | 14 | 14 | 36.14 | 58.8% | 27.5% | 78.0% | 10.93 | 7.29 | 2.36 | 0.36 | 3.86 | 24.43 |
| B3 2019-20 | 東京CR | 14 | 14 | 36.14 | 58.8% | 27.5% | 78.0% | 10.93 | 7.29 | 2.36 | 0.36 | 3.86 | 24.43 |
| B3 2020-21 | 東京EX | 38 | 38 | 30.24 | 57.0% | 33.9% | 74.3% | 9.76  | 7.21 | 1.42 | 0.26 | 3.08 | 20.87 |
| B2 2021-22 | 青森   | 9  | 9  | 33.67 | 43.8% | 22.8% | 76.9% | 9.89  | 6.33 | 1.33 | 0.67 | 3.33 | 21.44 |
| B1 2021-22 | 京都   | 3  | 3  | 30.67 | 44.4% | 28.6% | 55.6% | 7.00  | 7.33 | 1.33 | 1.00 | 4.33 | 13.00 |
| B3 2022-23 | 東京U  | 48 | 38 | 30.63 | 46.4% | 34.0% | 73.4% | 7.50  | 6.54 | 1.71 | 0.31 | 3.56 | 18.02 |
| B3 2023-24 | 東京U  | 46 | 38 | 27.83 | 49.3% | 36.5% | 69.9% | 7.57  | 5.74 | 1.48 | 0.35 | 2.78 | 19.07 |
| B3 2024-25 | 品川   | -  | -  | -     | -     | -     | -     | -     | -    | -    | -    | -    | -     |

## 海外リーグ・スタッツ
| シーズン         | チーム       | GP | GS | MPG   | FG%   | 3P%   | FT%   | RPG   | APG  | SPG  | BPG  | TO   | PPG   |
| ---------------- | ------------ | -- | -- | ----- | ----- | ----- | ----- | ----- | ---- | ---- | ---- | ---- | ----- |
| CIBACOPA 2015-16 | ラヨス       | 55 | 52 | 35.56 | 49.5% | 26.6% | 80.0% | 7.80  | 5.47 | 1.71 | 0.40 | 3.31 | 22.95 |
| KBL 2016-17      | ソウル       | 70 | 52 | 22.46 | 47.3% | 31.9% | 62.3% | 6.00  | 4.87 | 1.24 | 0.36 | 3.03 | 13.24 |
| PBA 2016-17      | TNT          | 3  | 3  | 35.33 | 46.7% | 25.0% | 62.3% | 16.67 | 6.67 | 1.33 | 1.00 | 7.00 | 21.67 |
| KBL 2017-18      | ソウル       | 0  | -  | -     | -     | -     | -     | -     | -    | -    | -    | -    | -     |
| LBE 2018-19      | ファラオネス | -  | -  | -     | -     | -     | -     | -     | -    | -    | -    | -    | -     |

## カレッジ・スタッツ
| シーズン | チーム               | GP | GS | MPG   | FG%   | 3P%    | FT%   | RPG  | APG  | SPG  | BPG  | TO   | PPG   |
| -------- | -------------------- | -- | -- | ----- | ----- | ------ | ----- | ---- | ---- | ---- | ---- | ---- | ----- |
| 2009-10  | アリゾナ・ウェスタン | 32 | -  | -     | 62.7% | -      | 58.4% | 5.34 | 3.59 | 1.53 | 0.91 | 2.19 | 9.72  |
| 2010-11  | サウス・マウンテン   | -  | -  | -     | -     | -      | -     | -    | -    | -    | -    | -    | -     |
| 2011-12  | サウス・マウンテン   | 32 | -  | -     | 51.9% | 31.7%  | 74.2% | 9.34 | 7.28 | 3.34 | 1.66 | 4.09 | 22.53 |
| 2012-13  | 南ミシシッピ         | 24 | 10 | 19.67 | 58.3% | 0.0%   | 80.0% | 5.04 | 2.17 | 1.50 | 0.21 | 1.88 | 9.00  |
| 2013-14  | 南ミシシッピ         | 33 | 24 | 24.39 | 59.9% | 100.0% | 62.3% | 7.48 | 2.30 | 1.24 | 0.30 | 2.39 | 11.09 |